# 塩化テトラフェニルホスホニウム
塩化テトラフェニルホスホニウム（えんかテトラフェニルホスホニウム、英: Tetraphenylphosphonium chloride）は、化学式[(C6H5)4P]Clで表される第四級ホスホニウム塩である。略記としてPh4PCl、PPh4Cl、[PPh4]Clも用いられる（ここで、Phはフェニル基を示す）。
テトラフェニルホスホニウム塩およびテトラフェニルアルソニウム塩は、かつて過塩素酸イオンの重量分析において関心を集めた。PPh4Clは無色の固体であり、無機アニオンや有機金属アニオンと反応して親油性塩を生成する。そのため、[PPh4]+は無機アニオンを有機溶媒に溶解させるための相間移動触媒として利用される。

## 構造
[PPh4]+Cl−はテトラフェニルホスホニウムカチオン[PPh4]+と塩化物アニオンCl−から構成される。カチオン部位では、4つのフェニル基がリン原子に結合して、四面体構造をとる。
PPh4Clは無水塩として結晶化するが、一水和物や二水和物としても結晶化することが知られている。通常は無水塩が市販されている。
PPh4塩は結晶化が容易であることから、単結晶X線構造解析においても注目される。これは、剛直なフェニル基によって結晶のパッキングが容易となるためであり、第四級アルキルアンモニウム塩よりも高い融点を示す一因となっている。また、有機溶媒への溶解性が高いため、結晶化には多様な溶媒が利用可能である。
|                    |                          |                      |
| 固体中の構成イオン | 結晶構造の空間充填モデル | 結晶構造の球棒モデル |

## 合成
[PPh4]Clやその類似化合物は、ニッケル塩触媒を用いたトリフェニルホスフィンとクロロベンゼンの反応によって合成できる。
PhCl + PPh
3 → [Ph
4P]Cl
これらの類似化合物の中で最初に合成されたのは、臭化テトラフェニルホスホニウム（CAS登録番号2751-90-8）である。最初の合成法では、乾燥酸素を臭化フェニルマグネシウムとトリフェニルホスフィンの反応に通過させることによって合成された。この反応はグリニャール試薬とトリフェニルホスフィンオキシドの反応によって進行すると考えられる。
PhMgBr + Ph
3PO → [Ph
4P]OMgBr
[Ph
4P]OMgBr + HBr → [Ph
4P]Br + "Mg(OH)Br"

## 合成での使用
無機アニオンや有機金属アニオンを有するテトラフェニルホスホニウム塩は、結晶化しやすいことから、重宝される。また、それらの塩はアセトニトリルやN,N-ジメチルホルムアミドのような極性有機溶媒に溶けやすい。代表的な例として、過レニウム酸塩([PPh
4]+
[ReO
4]−
)や各種チオモリブデン酸化物、マレオニトリルジチオラート塩などが挙げられる。